# Aníbal de Bettencourt
Aníbal de Bettencourt (Angra do Heroísmo, 21 de Junho de 1868 — Lisboa, 9 de Janeiro de 1930) foi um médico que se notabilizou como bacteriologista. Colaborador e continuador do trabalho de Luís da Câmara Pestana, foi um dos pioneiros em Portugal do estudo das doenças infecciosas e dos seus vectores e um dos mais reputados higienistas do seu tempo. Foi subdirector e director do Real Instituto Bacteriológico de Câmara Pestana, em Lisboa.

## Biografia
Nasceu em Angra do Heroísmo, filho de Nicolau Moniz de Bettencourt, nascido em 4 de Abril de 1836 e de Francisca Virgínia da Cunha da Silveira de Bettencourt, nascida em 13 de Março de 1841. Casou com Dídia Clotilde Corte Real Martins, nascida em 3 de Julho de 1873, de quem teve Maria Clotilde Corte Real Moniz de Bettencourt e Nicolau José Martins de Bettencourt.
Após concluir os seus estudos secundários no Liceu Nacional de Angra do Heroísmo, formou-se em Medicina pela Escola Médico-Cirúrgica de Lisboa, defendendo, em junho de 1893, uma dissertação inaugural intitulada «Bacilo typhico e B. coli. Um novo argumento a favor da sua identidade». Dedicou-se à investigação bacteriológica, ao tempo uma novidade em Portugal, sendo um dos primeiros investigadores a especializar-se na matéria em instituições portuguesas. Em consequência, esteve entre os pioneiros dos estudos bacteriológicos em Portugal, área em que se tornou autoridade respeitada no estrangeiro.
Foi colaborador próximo de Câmara Pestana, de quem foi sucessor na direcção do Instituto Bacteriológico, que vira, ainda no seu mandato a ser designado por Real Instituto Bacteriológico de Câmara Pestana, em homenagem ao seu fundador. A partir do Instituto Bacteriológico passou a apoiar a actividade dos médicos higienistas portugueses, fomentando as suas tarefas de investigação e participando em equipas que publicaram artigos da especialidade em revistas internacionais, numa das áreas que foi pioneira na internacionalização da ciência portuguesa.
Para além do seu trabalho como dirigente do Instituto e como investigador, colaborou no combate a diversos surtos epidémicos surgidos em Portugal, com destaque para a epidemia de cólera morbus surgida em Lisboa nos anos de 1893-1894, sobre o qual foi co-autor de um relatório publicado, em língua alemã, no Centralblatt für Bakteriologie und Parasitenkunde, uma revista científica publicada em Jena (Alemanha) sob a direcção de Oscar Uhlworm.
Em 1901 foi encarregado de chefiar uma missão médica a Angola com o objectivo de estudar a doença do sono, daí resultando o primeiro grande trabalho sobre aquela patologia em território angolano. Também se dedicou, em colaboração com vários investigadores, ao estudo de outras doenças infecto-contagiosas, entre as quais a meningite cérebro-espinhal e a bilharziose, tendo neste último caso estudado o respectivo parasita.
Ao longo da sua carreira publicou, isoladamente e em colaboração com múltiplos co-autores, mais de 60 artigos científicos sobre bacteriologia e parasitologia, os quais saíram em revistas portuguesas, nomeadamente nos Arquivos do Instituto Câmara Pestana, periódico que fundou em 1906, e em revistas francesas e alemães.
Aquando da integração do Instituto de Bacteriologia na Universidade de Lisboa, por decisão unânime do Conselho Académico da Faculdade de Medicina da Universidade de Lisboa, foi convidado em 1911 para leccionar a cadeira de Bacteriologia e Parasitologia naquela Faculdade quando esta disciplina foi incluída nos estudos do curso de Medicina.
Em 1901 foi agraciado com o grau de comendador da Ordem de Santiago da Espada. Era membro correspondente, efectivo, titular ou honorário de diversas instituições científicas em Portugal e no estrangeiro. Foi presidente da Sociedade Portuguesa de Biologia e da Sociedade Portuguesa de Ciências Naturais. 
Dedicado ao estudo e à prática da fotografia foi fundador e primeiro presidente da Sociedade Portuguesa de Fotografia.

## Obras publicadas
Entre muitas outras, Aníbal Bettencourt é autor das seguintes obras:
- «Primeiro relatório apresentado ao Exmo. Ministro do Reino sobre a análise bacteriológica das águas potáveis de Lisboa». Medicina Contemporânea, X (1892), p. 401 (em colaboração com Câmara Pestana).
- «Bakteriologische Untersuchungen über die Lissaboner Epidemie von 1894». Centralblatt für Bakteriologie und Parasitenkunde, vol. XVI (18 September 1894), pp. 401-412 (em colaboração com Câmara Pestana).
- «Ueber das Vorkommen feiner Spirillen in den Faeces». Centralblatt für Bakteriologie und Parasitenkunde, vol. XVII (1895): 522.
- «Ueber die Anwesenheit Leprabacillus in der Medulla eines an Syringomyelitis gestorbenen Individuums». Centralblatt für Bakteriologie und Parasitenkunde, vol. XIX (1896): 698.
- Doença do Somno. Relatórios enviados ao Ministério da Marinha pela missão scientífica nomeada por portaria de 21 de Fevereiro de 1901. Lisboa, 1901 (em colaboração de C. Mendes, Aires Kopke e Gomes de Resende).
- «Ueber die Aetiologie der Schlafkrankheit». Centralblatt für Bakteriologie, Parasitenkunde und Infektionskrankheiten, XXXV (1904), pp. 45, 212 e 316-323 (em colaboração com Aires Kopke, Gomes de Resende e Correia Mendes).
- «Subsídios para o estudo bacteriológico das águas potáveis de Angra do Heroísmo». Arquivos do Instituto Câmara Pestana, I (1906): 215 (em colaboração com I. Borges).
- «Sur une Theileria parasite du Cephalophus grimmi (L.)». Bulletin de la Société Portugaise des Sciences Naturelles, III (1909): 64 (em colaboração com I. Borges).
- «La bilharziose vésicale en tant que maladie autochtone au Portugal». Comptes-rendus Société de Biologie, LXXXV (1921): 785 (em colaboração com I. Borges e A. Seabra).
- «À propos du mémoire de P. Remlinger sur l'absence de la bilharziose à Tanger». Bulletin de la Société de Pathologie Éxotique, XX (1927): 350 (em colaboração com I. Borges).
- «O tratamento do raiva em Portugal pelo methodo Pasteur», in Rev. de cirurg. e med., n.º. 14 (1894).